# Заухе
Заухе (иначе Ца́ухе, Зухия, (нем. Zauche) — возвышенность в Бранденбурге.

## Этимология
В историографии на русском языке топоним нем. Zauche воспроизводят как Заухе, не объясняя его значение или в производных от него формах ("округ Заух" и Зухия). Первольф в 1876 году именовал территорию "Сухой или блонской землей". Есть мнение, что согласно правилам транскрипции термин на русский должен передаваться как Цаухе. Есть мнение, что топоним может быть этимологически связан с польской фамилией Зауха и происходит по принципу «за» + «ухо».

## Геология и ландшафт
Местность с северо-запада ограничена течением реки Гавель (иначе Гавелы или Хафель), с юго-запада — Барутской долиной и на востоке поймой рек Нуте-Ниплиц. Равнинно-холмистая возвышенность возникла в эпоху Вислинского оледенения 20 тысяч лет назад, когда материковые льды во Флеминге к югу от Барутской долины максимально продвинулись на юг и привели к образованию на севере Заухе фронтальной морены. Лёд и стекающие талые воды оставили свой след в Заухе в виде полого-волнистых отложений из обломков горных пород, мергеля и песка.

## История
На территории Заухе — области к югу от реки Гавелы, между городами Бранденбург-на-Хафеле и Потсдамом проживало славянское племя стодоряне (гавеляне
Н. П. Грацианский писал, что в области правил князь Виркинд. Через какое то время после его правления Прибыслав-Генрих Браниборский передал эти земли вместе с городом Гавельсбергом своему крестнику сыну Альбрехта Медведя Оттону. Грацианский считал, что это произошло в 1130 году.
Сыновья Вирикинда, бывшего князя этой земли, не согласились с этим решением и в 1136 году вместе с Ратибором князем Поморским захватили Гавельберг и даже вторглись в Старую марку, во владения Альбрехта Медведя, но маркграф отбил Гавельсберг.
После 1157 года, когда Альбрехт Медведь одержал окончательную победу над Яксой из Копаницы, Заухе вошла в состав Бранденбургской марки (в так называемую Среднюю марку). В 1180 году на её территории цистерцианцы основывают монастырь Ленин.